# 花園 (深谷市)
花園（はなぞの）は、埼玉県深谷市の町名。郵便番号は369-1248。

## 地理
深谷市の南西部に位置する。ふかや花園駅前土地区画整理事業の換地処分により新町名が成立した。花園地区の中心部は従前大字小前田であり、2006年に深谷市に合併し消滅した花園町時代より、花園が付く地名はなかった。新駅とアウトレットの開業により、今後新しい花園の中心部となることから、「花園」の地名が復活した。なお、市北部の幡羅町も幡羅村時代はなかったものをのちに復活させたものである。
地区内には、ふかや花園プレミアム・アウトレット、深谷テラスパーク、深谷テラス ヤサイな仲間たちファームの3施設が所在する。

## 歴史
- 2019年（平成31年）3月15日 : ふかや花園駅前土地区画整理事業の都市計画決定告示[3]。
- 2023年（令和5年）10月7日 ‐ 大字黒田および大字永田より花園が成立。

## 交通
地区境界を超えると秩父鉄道ふかや花園駅があるが、駅は地区内にはない。

## 施設
- ふかや花園プレミアム・アウトレット
- 深谷テラスパーク
- 深谷テラス ヤサイな仲間たちファーム